# 大江镇 (新兴县)
大江镇，是中华人民共和国广东省云浮市新兴县下辖的一个乡镇级行政单位。

## 行政区划
大江镇下辖以下地区：
平岗社区、蕉麻村、梭朗村、大塘村和合河村。